# Xanthodonta diatrecta
Xanthodonta diatrecta är en fjärilsart som beskrevs av George Francis Hampson 1910. Xanthodonta diatrecta ingår i släktet Xanthodonta och familjen tandspinnare. Inga underarter finns listade i Catalogue of Life.